# Cours, couguar, cours
Pour plus de détails, voir Fiche technique et Distribution.
Cours, couguar, cours (Run, Cougar, Run) est un film américain de Jerome Courtland sorti en 1972.

## Fiche technique
- Titre original : Run, Cougar, Run
- Titre français : Cours, couguar, cours
- Réalisation : Jerome Courtland assisté de Michael Dmytryk
- Scénario : Louis Pelletier d'après The Mountain Lion (1969) Robert William Murphy
- Photographie : William Cronjager
  - Photographies animalières : Hank Schloss, Ivan Craig, Herb Smith
- Direction artistique : John B. Mansbridge, Al Roelofs
- Montage : Gordon Brenner
- Costumes : Chuck Keehne
- Maquillage : Robert J. Schiffer
- Musique : Buddy Baker
  - Chansons : Terry Gilkinson (Let Her Along, interprété par Ian & Sylvia Tyson), sérénades mexicaines chantées par Alfonso Arau
- Technicien du son : Herb Taylor (superviseur), Frank Regula (mixeur)
- Dressage : Hank Cowl (autres animaux)
  - Couguars : Lloyd Bee, Marinho Correia
- Producteur : James Algar, Erwin L. Verity (directeur de production)
  - Producteur terrain pour Cangary Limited : Ron Brown
- Société de production : Walt Disney Productions
- Société de distribution : Buena Vista Distribution
- Pays :  États-Unis
- Genre : Drame et western
- Durée : 87 minutes
- Date de sortie : 18 octobre 1972

Sauf mention contraire, les informations proviennent des sources suivantes : Dave Smith, Mark Arnold, IMDb

## Distribution
- Stuart Whitman : Hugh McRae
- Frank Aletter : Sam Davis
- Lonny Chapman : Harry Walker
- Douglas Fowley : Joe Bickley
- Harry Carey Jr. : Barney
- Alfonso Arau : Etio
- Ian Tyson : narrateur

Source : Dave Smith, Mark Arnold et IMDb

## Sorties cinéma
Sauf mention contraire, les informations suivantes sont issues de l'Internet Movie Database.
- États-Unis : 18 octobre 1972
- Royaume-Uni : 14 janvier 1974
- Japon : 22 juin 1974
- Uruguay : 1er juin 1979 (Montevideo)

## Origine et production
L'histoire de Cours, couguar, cours est basée sur le roman The Mountain Lion (1969) de Robert William Murphy. Le tournage a été réalisé dans plusieurs parcs nationaux américains dont le parc national des Arches et le Parc d'État de Dead Horse Point.
Le film a été diffusé en deux épisodes dans l'émission The Wonderful World of Disney le 25 novembre et le 2 décembre 1973 sur NBC puis en 1977 mais n'est jamais sorti sur support vidéo.

## Analyse
Pour Mark Arnold, Cours, couguar, cours est un bon film animalier avec beaucoup d'animaux et d'action. Il est toutefois écarté du canon Disney et n'est même pas mentionné par Leonard Maltin dans son encyclopédie des films Disney.